# FL Technics

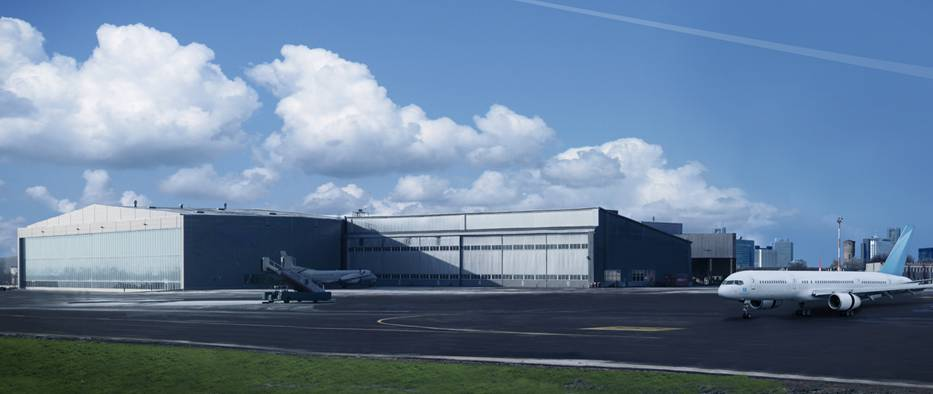
Hangar de FL Technics en el Aeropuerto Internacional de Vilna

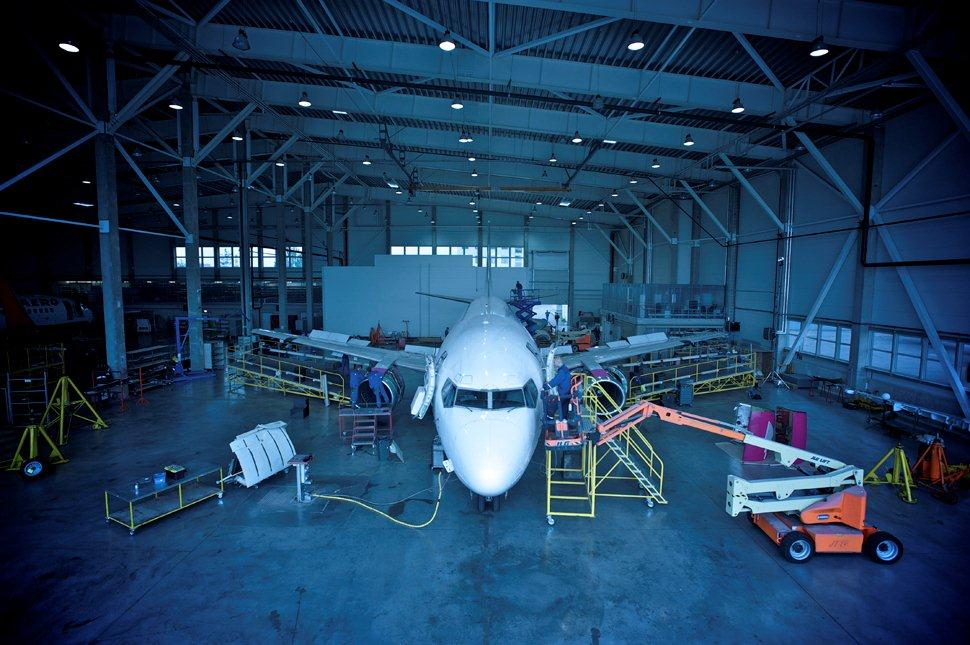
Interior del hangar de FL Technics en el Aeropuerto Internacional de Vilna

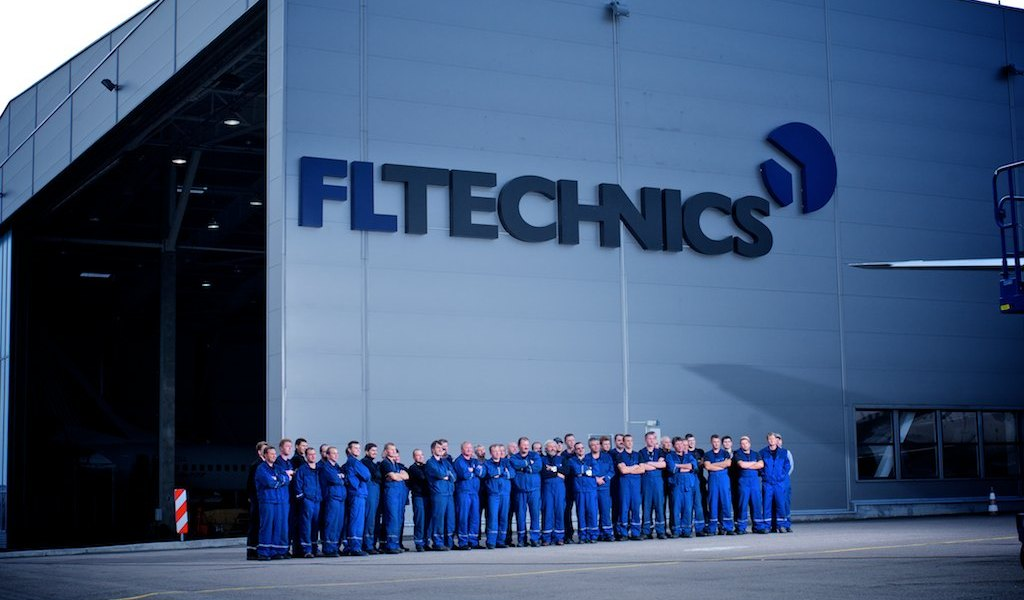
Equipo de técnicos de FL Technics en frente del hangar en el Aeropuerto Internacional de Vilna

FL Technics es un proveedor global de servicios de mantenimiento, reparación y revisión de aeronaves (MRO). La empresa cuenta con instalaciones de mantenimiento básico en Lituania, Indonesia y China y proporciona soporte de mantenimiento de línea en Europa, África, Asia-Pacífico, y la Comunidad de Estados Independientes.
FL Technics, una empresa certificada por EASA Part-145, Part-M, Part-147, Part-21, FAA-145 (Indonesia), presta servicios a una amplia gama de aviones Boeing, Airbus, ATR, Embraer y otros tipos de aeronaves.
FL Technics es parte del Avia Solutions Group, liderado por Jonas Janukenas, CEO y Gediminas Ziemelis, presidente del directorio. Zilvinas Lapinskas es el director ejecutivo de FL Technics.

## Historia
2005 - Constitución de la empresa
La empresa se fundó en Lituania y abrió su primer hangar en el aeropuerto internacional de Vilnius.
2007– Ampliación inicial en el aeropuerto principal
La compañía ha agregado un segundo hangar en el Aeropuerto Internacional de Vilnius. Desde entonces, FL Technics ha ocupado 2 hangares de mantenimiento de aeronaves, un almacén y un taller auxiliar en el Aeropuerto Internacional de Vilnius: 13.742 metros cuadrados en total. Los hangares constan de cinco estaciones de mantenimiento de fuselajes.
2009 - Acuerdos con aerolíneas internacionales
En mayo, la aerolínea firmó un acuerdo con la aerolínea eslovaca Seagle Air sobre el mantenimiento técnico periódico del Boeing 737.
En julio, la Compañía firmó un acuerdo de asociación estratégica con Costa Rican Aviation MRO para brindar servicios de FL Technics en su base técnica de mantenimiento pesado para el Boeing 757-200 de largo alcance.
En octubre, la compañía firmó contratos con Air Italy y Air Slovakia para el mantenimiento de la Base de la Fuerza Aérea Boeing 737-300.
A finales de año, la empresa pasó a llamarse FL Technics.
2010 - Otro año de expansión de la cartera de servicios
En febrero, FL Technics compró un fuselaje Boeing 737-300 de GE Capital Aviation Services (GECAS).
En junio, FL Technics amplió sus capacidades de mantenimiento PART-145 con los servicios de mantenimiento básico de Boeing 737-600 / 700/800/900.
En agosto, la compañía amplió sus capacidades de capacitación en mantenimiento con los servicios de capacitación teórica ATR 42-200 / 300 y ATR 72-100 / 200. El mismo mes, FL Technics compró un segundo fuselaje Boeing 737-300. para extracción parcial.
En diciembre, FL Technics agregó el Airbus A318 / A319 / A320 / A321 a su lista de capacidades PART-M.
A finales de año, FL Technics comenzó a operar nueve estaciones de línea: tres en Kazajistán, dos en Tayikistán y las cuatro restantes en el Reino Unido, Italia, Rusia y Vilnius.
2011 - Adquisición de la empresa británica y continuación del crecimiento de la cartera de servicios
En febrero, FL Technics sirvió el primer avión Airbus A320. La familia de aviones Airbus A320 se ha añadido al certificado FL Technics EASA Part-145. La certificación fue realizada por la Administración de Aviación Civil de Lituania.
En junio, FLT Technics recibió un certificado Part-M que permite a la compañía gestionar la aeronavegabilidad continua de la aeronave de la familia Embraer EMB-135/145.
En julio, FL Technics agregó a Wizz Air a su lista de clientes de mantenimiento de línea. La compañía ha comenzado a proporcionar a Wizz Air soporte de mantenimiento de línea con todo incluido a un precio fijo, junto con servicios de soporte adicionales. En el mismo mes, FL Technics adquirió 7 Boeing 737-300 de AirAsia para desmantelarlos en piezas y componentes. El avión fue desmontado en Malasia. Esta adquisición ha permitido a FL Technics aumentar el nivel de servicio al mantener una gama más amplia de existencias de repuestos y componentes.
En agosto, FL Technics recibió un certificado para brindar servicios de ingeniería al Bombardier CL600-2B19. En el mismo mes, FL Technics lanzó servicios de modificación y reconfiguración de cabina en dos nuevos Boeing 737-800 de larga distancia y servicios de renovación de cabina en Boeing 737-300 para Transaero Airlines.
En septiembre, FL Technics adquirió Storm Aviation Limited, con sede en Reino Unido. La empresa adquirida permitió a FL Technics comenzar a proporcionar servicios de mantenimiento de línea para aviones de fuselaje estrecho y ancho en una red de 24 estaciones de línea en Europa y la CEI y amplió las capacidades de los aviones de FL Technics en Airbus A330, Airbus A340, Airbus A380, Boeing 747, Boeing 767, Boeing 777 y otros tipos de aeronaves. En septiembre, FL Technics también amplió su asociación con Europe Airpost para proporcionar servicios de mantenimiento para los 3 Boeing 737 CL de la aerolínea.
2012 - Certificados EASA
En abril, FL Technics recibió la aprobación de la Organización de Diseño EASA Parte 21, que permite a FL Technics diseñar y aprobar modificaciones y reparaciones menores a las aeronaves en el área interior de la cabina y las modificaciones de aviónica e instalaciones asociadas. . Este certificado amplía las capacidades de FL Technics para completar tareas menores de diseño y modificación internamente. Los cambios de diseño están relacionados principalmente con cambios en el diseño de la cabina, instalaciones de decoración de interiores, instalaciones y reparaciones de cocinas, reconfiguraciones relacionadas con el entretenimiento en vuelo y mejoras del sistema. En el mismo mes, FL Technics recibió una auditoría y certificación ISO 9001-2088 de repuestos para control de calidad.
En el mismo mes, FL Technics amplió su asociación con la aerolínea de bajo coste con sede en Reino Unido easyJet, firmando un acuerdo de mantenimiento de línea de tres años en nueve aviones Airbus A319, en el aeropuerto de Mánchester y el aeropuerto internacional de Mánchester. Newcastle. Según el acuerdo, Storm Aviation, subsidiaria de FL Technics, debía proporcionar soporte de mantenimiento de línea para seis aviones Airbus A319 de easyJet en el aeropuerto de Mánchester y también asegurar la base de easyJet en Newcastle (en el noreste de Inglaterra ), donde tres Airbus A319 de easyJet realizaron trabajos de mantenimiento.
En mayo, FL Technics se convirtió en representante de ventas del distribuidor de piezas de Reino Unido Aero Inventory en Europa del Este y la Comunidad de Estados Independientes (CEI).
En octubre, FL Technics firmó un acuerdo de soporte técnico de tres años con la aerolínea nacional afgana Ariana Afghan Airlines. FL Technics ha comenzado a proporcionar servicios completos de ingeniería a los 4 Boeing 737 de la aerolínea.
En diciembre, FL Technics y Ariana Afghan Airline lanzaron la primera estación de la línea EASA Part-145 en Afganistán.
2013 - Nuevo paquete de soporte de motor
En febrero, FL Technics firmó un acuerdo de asociación con el proveedor de componentes de aviación Seal Dynamics. Según el acuerdo, FL Technics se ha convertido en el representante exclusivo de ventas y marketing de Seal Dynamics en Rusia, la CEI y doce estados de la CEE.
En mayo, FL Technics firmó un acuerdo de asociación con XTRA Aerospace. El acuerdo permitió a las empresas acumular un stock de componentes de Boeing 737 NG y CL en Vilnius, Lituania.
En septiembre, FL Technics amplió su lista de servicios de gestión de motores e introdujo un nuevo paquete de soporte de motor CF34-3.
2014 - Ampliación de la capacidad en Lituania
FL Technics construyó un hangar en Kaunas. Es el hangar más grande y más equipado tecnológicamente de Europa del Este y los países de la CEI. Poco después de la emisión de su certificado EASA Parte 145, 8500 metros cuadrados de FL Technics. Las instalaciones de mantenimiento en Kaunas, Lituania, han completado los trabajos de mantenimiento programados en cuatro aviones.
En febrero, FL Technics agregó la funcionalidad de tren de aterrizaje para sus aviones de la familia Airbus A320 y Boeing 727. El mismo mes, FL Technics agregó la capacidad de MRO de fuselaje ancho a su certificado de estación de reparación Parte 145, un partiendo del Airbus A330.
En junio, FL Technics Training firmó un acuerdo para brindar capacitación técnica sobre Boeing 737 a la empresa sudamericana de servicios de mantenimiento Aeroman. La empresa trabajó con un certificado de capacitación técnica emitido por la Autoridad de Aviación Civil de El Salvador.
En agosto, FL Technics Training amplió su gama de servicios con el lanzamiento de Online Training ™, una plataforma basada en Internet que ofrece cursos en línea que cumplen con EASA. La plataforma cubre una serie de cursos de especialización continuos y actualizados, complementados con la emisión de certificados relevantes al completar con éxito el curso.
2015 - Oficina en EE. UU.
En marzo, FL Technics lanzó los servicios de consultoría MRO para motores, APU y trenes de aterrizaje.
En septiembre, FL Technics recibió la aprobación de la parte 145 de EASA para cubrir los aviones Sukhoi Superjet (SSJ) 100-95.
En noviembre, FL Technics estableció una oficina de representación en Miami. Con el establecimiento de una oficina de representación en Florida, FL Technics pudo trabajar directamente con proveedores locales.
En diciembre, FL Technics firmó un acuerdo de soporte CAMO de 4 años con Somon Air. FL Technics también proporcionó al transportista servicios de monitoreo del estado del motor. Según el acuerdo a largo plazo, FL Technics ha respaldado la flota de Boeing 737NG y CL de la aerolínea tayika con servicios integrales de gestión continua de la aeronavegabilidad.
2016 - Rápida expansión en Asia
En septiembre, FL Technics comenzó a asociarse en un programa Power-by-Hour (PBH) con la aerolínea de carga K-Mile Asia de Tailandia. FL Technics ha comenzado a garantizar un suministro continuo de repuestos para los cargueros Boeing 737 del transportista.
En octubre, FL Technics amplió el rango de sus capacidades de gestión continua de la aeronavegabilidad al agregar el tipo de avión Airbus A330 a su aprobación EASA Part-M.
En diciembre, FL Technics abrió su hangar MRO en el Aeropuerto Internacional Soekarno-Hatta (IATA: CGK) en Yakarta, Indonesia. La instalación de 20,000 pies cuadrados puede acomodar hasta tres aviones de cuerpo estrecho a la vez y está certificada para servir a Boeing 737 NG y CL, así como a Airbus A319 / A320 / A321.
2017 - Servicios para aviones de fuselaje ancho
En febrero, FL Technics introdujo servicios de mantenimiento básico y programado para el avión de fuselaje ancho Airbus A330. La expansión de la aprobación EASA Part-145 permitió a FL Technics comenzar a realizar una gama más amplia de trabajos de mantenimiento en el Airbus A330, propulsado por motores Pratt & Whitney PW4000.
En mayo, FL Technics se convirtió en proveedor aprobado de las principales aerolíneas asiáticas, incluidas Asiana Airlines, AirAsia X, Nok Air, Bangkok Airways, T'way Airlines y GMF AeroAsia de Indonesia. Un equipo de servicio de piezas de repuesto local en Bangkok, Tailandia, así como un mostrador de AOG en Vilnius, Lituania, han permitido a FL Technics proporcionar un servicio de piezas de repuesto 24 horas al día, 7 días a la semana a sus clientes. asiáticos.
En diciembre, FL Technics adquirió dos clientes del Grupo Lufthansa: Germanwings y Swiss International Air.
2018 - Nuevos clientes internacionales
En enero, FL Technics firmó un acuerdo con la aerolínea nacional búlgara Bulgaria Air.
En febrero, Lufthansa Group Eurowings Europe se convirtió en uno de los clientes de FL Technics.
En marzo, FL Technics firmó un acuerdo con Corendon Dutch Airlines para proporcionar servicios básicos de mantenimiento para toda su flota. La empresa firmó un acuerdo con WOW Air para proporcionar servicios básicos de mantenimiento a dos Airbus A321 en abril de 2018.
En septiembre, Lufthansa Group seleccionó a FL Technics para dar servicio a 28 Airbus 320. En el mismo mes, la aerolínea de bandera de Luxemburgo elige FL Technics para sus Boeing 737NG.
En octubre, FL Technics Indonesia recibió una certificación de Organización de mantenimiento aprobada (AMO) de la Administración de Aviación Civil de Vietnam. El mismo mes, China Aircraft Leasing Group (CALC), su unidad Aircraft Recycling International (ARI) y FL Technics formaron una empresa conjunta MRO, denominada FL ARI.
En noviembre, FL Technics abrió un nuevo almacén en Singapur.
2019 - Ampliación de la cartera de servicios y capacidades de formación
En febrero, FL Technics firmó un acuerdo de representación exclusiva con la empresa francesa de soluciones hidráulicas Deshons Hydraulique. En el mismo mes, FL Technics firma un acuerdo de asiento exclusivo con JHAS.
En marzo, FL Technics firmó un acuerdo de operaciones conjuntas para abrir una estación de mantenimiento de línea certificada por EASA en el Aeropuerto Internacional de Dubái (DXB).
En abril, la provincia de Jeolla del Sur firmó un acuerdo con FL Technics para desarrollar una instalación de MRO en el aeropuerto de Muan.
En julio, FL Technics comenzó a implementar módulos de realidad virtual para la capacitación básica de mecánicos de aviación. La compañía presentó su primer módulo de realidad virtual, que cubre la apertura del motor de empuje inverso de un Boeing 737NG, y está lista para expandir su lista de módulos en los próximos meses para cubrir el alcance completo de la capacitación de mantenimiento. Se espera que la realidad virtual reduzca el tiempo de formación de mantenimiento en un 75%.
En septiembre, FL Technics amplió su aprobación EASA Part-145 con el tipo de familia Airbus A320neo (LEAP-1A y PW 1100G) para servicios de mantenimiento de líneas.
2020 - mayor expansión
En febrero de 2020, FL Technics adquirió el proveedor italiano de servicios de mantenimiento de líneas Flash Line Maintenance Srl, ampliando su red de mantenimiento de líneas a 50 estaciones.
2021 - fortaleciendo posiciones en el mercado
En agosto de 2021, Storm Aviation, subsidiaria de FL Technics, adquirió Chevron Technical Services, con sede en Mánchester.
2022
En febrero, FL Technics recibió dos extensiones dentro de la aprobación actual de la Parte 145 para brindar servicios de mantenimiento de línea para aeronaves Boeing B787 y para inspecciones con boroscopio de motores de la serie Pratt & Whitney PW1100G-JM.

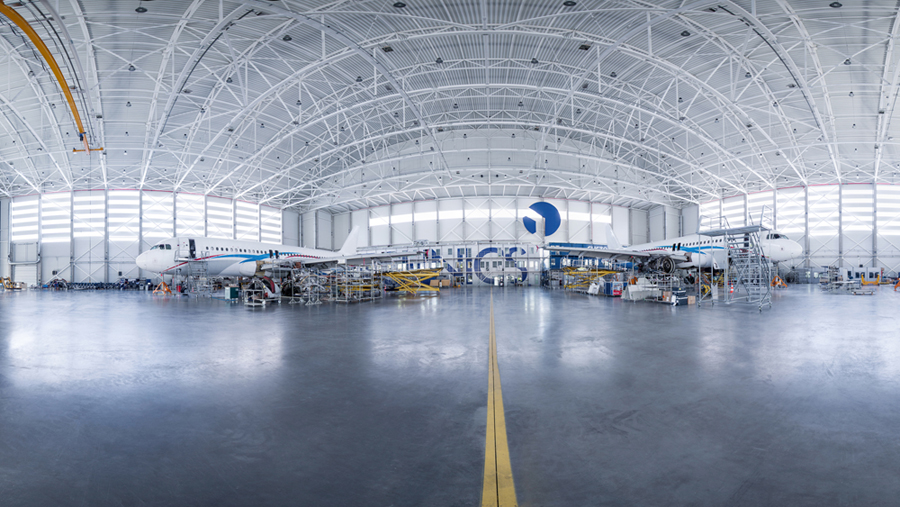
Dentro del hangar de FL Technics en el aeropuerto de Kaunas

## Estructuras
- Vilna (Lituania): 4 a / c con cuerpo estrecho, más de 13.742 metros cuadrados de hangar y taller[8]
- Kaunas (Lituania): 5 aparatos de aire acondicionado de caja estrecha, más de 8500 metros cuadrados de hangar y taller[37]
- Yakarta (Indonesia): cuerpo estrecho de 3 a / c, más de 20.000 metros cuadrados de hangar y taller[75]

- Londres Stansted (Reino Unido) a través de nuestra subsidiaria Storm Aviation: 4 a / c de cuerpo estrecho, más de 8700 m². espacio de hangar
- Mánchester (Reino Unido) a través de la subsidiaria Chevron Technical Services: 3 aire acondicionado de cuerpo ancho, 6000 metros cuadrados. espacio de hangar.[73]
- Harbin (China) a través de nuestra filial FL ARI: 4 a / c cuerpo estrecho, más de 15000 metros cuadrados. espacio de hangar y taller

## Sitios web oficiales
Sitio web oficial de FL Technics